# Peter Hill (Pianist)
Peter Hill (* 1948) ist ein britischer Pianist und Autor.
Hill studierte an der Oxford University und bei Cyril Smith am Royal College of Music in London und bei Nadia Boulanger. 1974 wurde er mit dem Kranichsteiner Musikpreis (Klavier) ausgezeichnet. Bis 2009 war er Professor an der University of Sheffield. 2011 wurde er Fellow des Royal Northern College of Music in Manchester. Er gilt als Messiaen-Experte.

## Publikationen
- Peter Hill (Hrsg.): The Messiaen Companion. Faber & Faber, London 1995, ISBN 0-571-17033-1.
- Peter Hill: Stravinsky: The Rite of Spring. Cambridge University Press, Cambridge 2000, ISBN 0-521-62221-2. (Cambridge music handbooks)
- Peter Hill/Nigel Simeone: Messiaen. Schott, Mainz 2007, ISBN 3-7957-0591-6.